# 慈幼葉漢千禧小學

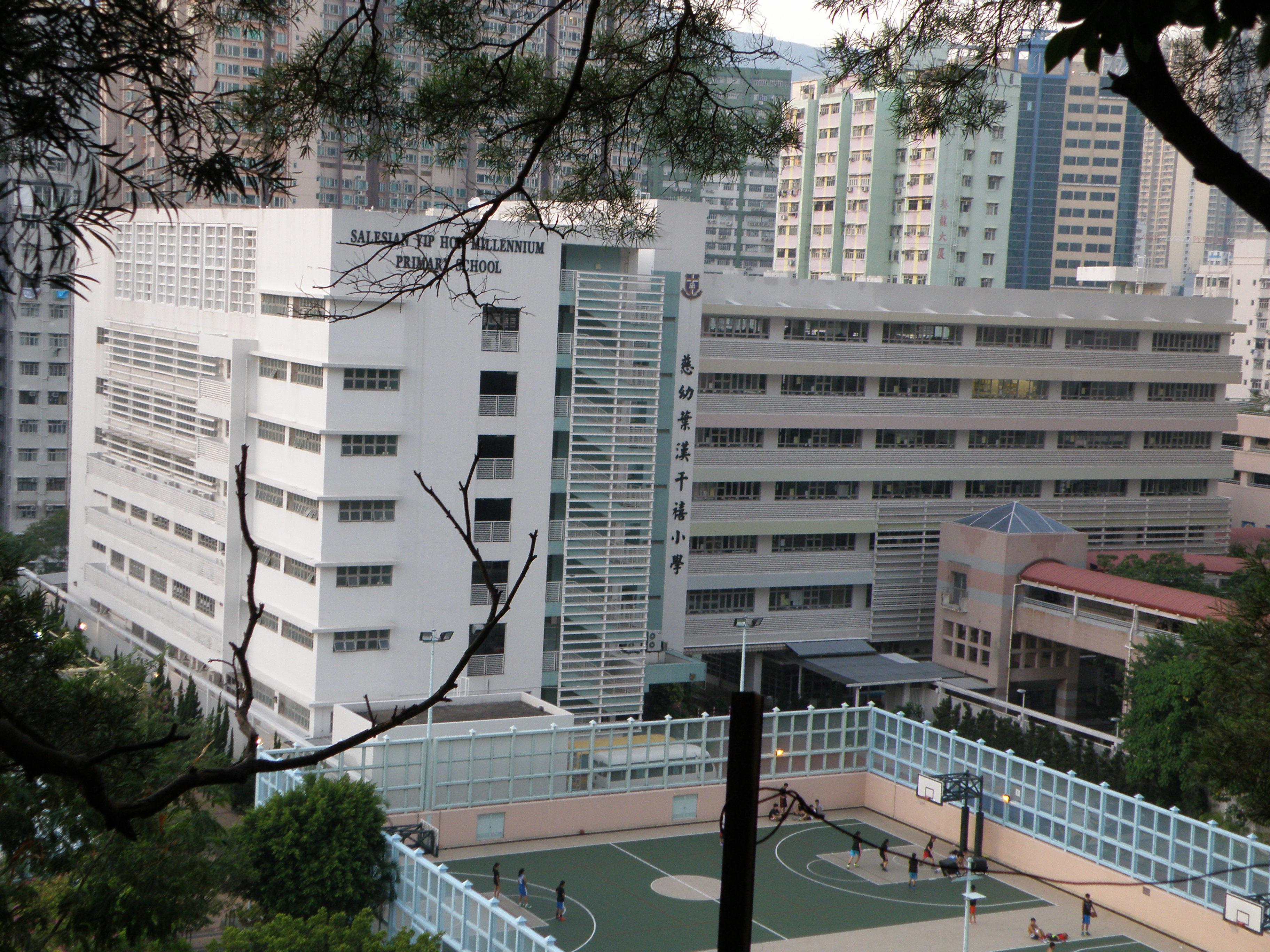
慈幼葉漢千禧小學

慈幼葉漢千禧小學（英語：Salesian Yip Hon Millennium Primary School），是葵青區一所全日制天主教男女津貼小學。其前身為1970年創辦的慈幼葉漢小學下午校，於2005年分拆為全日制的慈幼葉漢千禧小學。

## 歷史[2]
天主教慈幼會中華會於1968年獲政府批准於葵涌東北的石蔭廉租屋新邨創建一所半日制小學，並於1969年開課，當年只設上午校，下午校則於1970年開始上課，校址為石蔭邨一號校舍，位於石蔭邨第一座至第二座側旁，現址為寧峰苑範圍，直到1988年，由於校舍因為位於危險斜坡之旁及校舍結構有問題，需進行加固工程，每間課室均需加裝樑柱，佔去課室空間，適時位於石蔭邨第三座的中華基督教會基蔭學校因收生不足倒閉，故此在1991年起，學校則遷往該校，成為臨時校舍繼續上課，而原址則清拆。而同時，上下午校的原任校長黎明耀及陳啟忠於同年退休，由下午校訓導主任梁樹接任上午校校長，而上午校訓導主任許繼祥則接任下午校校長。
因應石蔭邨重建計劃工程，安蔭邨成為石蔭邨的主要接收邨落之一，石蔭慈幼學校（含上下午校）於1993年學年遷往安蔭邨校舍繼續上課，因獲得澳門聞人、博彩業元老，有「賭聖」之稱的葉漢捐助，由是年起易名為慈幼葉漢小學，開幕禮於1993年10月由當時的教育署長黃星華、教育統籌局首席助理秘書長潘忠及時任天主教香港教區副主教的陳日君樞機主持，由於政府的全日制小學政策，而且安蔭邨校舍是一所只有24間課室的校舍，後來雖然改建，但仍然不敷應用，故此下午校便在2005年分拆至葵涌石籬邨的後千禧校舍，並易名為慈幼葉漢千禧小學，校舍由中冶集團承建。新校校長仍然是許繼祥，並於2006年舉行「開幕獻校禮」，由天主教香港教區主教陳日君樞機及和富社會企業主席李宗德太平紳士主持，而新校舍主樓亦命名為和富李宗德樓。許校長在擔任此崗位十九年後退休，於2011年改由慈幼葉漢千禧小學外聘、曾為同系牛頭角聖鮑思高學校末任校長的區志成擔任校長，區校長擔任此崗位九年後榮休，於2020年改由慈幼會中華會省及中央秘書處委任的黃偉堅擔任校長。

## 歷任校監
- 文啟明神父（1969年－1972年）3年
- 鮑林神父  （1973年－1975年）2年
- 夏盛祖神父（1975年－1976年）1年
- 陳興翼神父（1976年－1978年）2年
- 華近禮神父（1978年－1987年）9年
- 謝家賢神父（1987年－2020年）33年
- 程兆海先生（2020年－2024年）4年
- 張子昭神父（2024年－現在）

## 歷任校長
- 陳啟忠先生（1975年－1992年）17年
- 許繼祥先生（1992年－2011年）19年
- 區志成先生（2011年－2020年）9年
- 黃偉堅先生（2020年至今）

## 著名人物及校友
- 何廣棪 ：字碩堂，越南華僑，於1970年至1993年間任教中文、社會、美勞等科目，也擔任教務主任，人稱「何主任」，具有中華民國承認的新亞研究所博士學歷，故同時每天早上以講師職於珠海學院、樹仁大學任教，師從羅香林、牟宗三、嚴耕望等一代大儒，也與國學大師饒宗頤友好，1993年赴台灣，先任職任教於中央研究院史語所和天主教輔仁大學，其後更出任華梵大學教授兼哲學系主任、東方人文思想研究所所長等職，現已退休回港，在香港樹仁大學中文系出任講座教授。
- 謝婉雯 ：於非典型肺炎疫情期間殉職的前線醫生，獲贈金英勇勳章
- 朱茵 ：香港藝人
- 呂爵安 ：香港男藝人、男歌手、男子組合MIRROR成員
- 吳冰 : 香港藝人、網絡頻道小薯茄幕前成員之一
- 蔡曉童：香港藝人、網絡頻道小薯茄幕前成員之一

## 資料來源
學校網站：http://syh.edu.hk/tc/index （页面存档备份，存于）
1. ↑  . syh.edu.hk.   [2020-08-27]. （原始内容存档于2021-06-16）.
2. ↑  . syh.edu.hk.   [2020-08-27]. （原始内容存档于2020-02-05）.